# Daniel Mace
Daniel Mace (* 5. September 1811 im Pickaway County, Ohio; † 26. Juli 1867 in Lafayette, Indiana) war ein US-amerikanischer Jurist und Politiker. Zwischen 1851 und 1857 vertrat er den Bundesstaat Indiana im US-Repräsentantenhaus.

## Werdegang
Daniel Mace besuchte die öffentlichen Schulen seiner Heimat. Nach einem anschließenden Jurastudium und seiner im Jahr 1835 erfolgten Zulassung als Rechtsanwalt begann er in Lafayette in diesem Beruf zu arbeiten. Gleichzeitig schlug er als Mitglied der Demokratischen Partei eine politische Laufbahn ein. 1836 wurde er in das Repräsentantenhaus von Indiana gewählt. Im Jahr 1837 war er dort in der Verwaltung tätig. Zwischen 1849 und 1853 war Mace als Nachfolger von Courtland Cushing Bundesstaatsanwalt für Indiana.
Bei den Kongresswahlen des Jahres 1850 wurde Mace im achten Wahlbezirk von Indiana in das US-Repräsentantenhaus in Washington, D.C. gewählt, wo er am 4. März 1851 die Nachfolge von Joseph E. McDonald antrat. Nach zwei Wiederwahlen konnte er bis zum 3. März 1857 drei Legislaturperioden im Kongress absolvieren. Seit 1855 vertrat er dort die kurzlebige Opposition Party. Von 1855 bis 1857 war er Vorsitzender des Postausschusses. Seine Zeit als Kongressabgeordneter war von den Ereignissen im Vorfeld des Bürgerkrieges geprägt.
Nach seinem Ausscheiden aus dem US-Repräsentantenhaus praktizierte Daniel Mace wieder als Anwalt. Im Jahr 1866 wurde er Posthalter von Lafayette. Diesen Posten bekleidete er bis zu seinem Tod am 26. Juli 1867.